# Орден Святого Георгия (Венгрия)
Орден Святого Георгия (Братство рыцарей Святого Георгия, венг. Szent György Vitézei Lovagrend) — королевский рыцарский орден Венгерского королевства. Основан в 1326 году королём Венгрии Карлом Робертом. Угас в начале XV века.

## История
В конце XIII — начале XIV века в Венгрии обострились отношения между королевской властью и могущественной венгерской аристократией. Вступившему в 1301 году на венгерский престол королю Карлу Роберту приходилось в вооружённой борьбе отстаивать своё право на суверенную власть. В ходе борьбы с баронами возвысились новые дворянские роды, преданные королю.
Для поощрения и сплочения своих сторонников Карл Роберт учредил в 1326 году Братство рыцарей Святого Георгия, ставшее первым в Европе светским королевским рыцарским орденом (английский орден Подвязки был основал в 1348 году, спустя 20 лет после учреждения ордена Святого Георгия). Учреждение ордена и оглашение его статута 23 (или 24) апреля 1326 года сопровождалось рыцарским турниром. Рыцари ордена клялись в верности королю и венгерской короне, и должны были нести службу по охране короля и королевского двора, оберегать Христианство от нападений язычников, охранять церковные празднования, защищать слабых и бедных, быть примером братской сплочённости и взаимовыручки. Также на рыцарей ордена возлагались обязанности следить за исполнением правил на королевских рыцарских турнирах.
По статуту число членов ордена ограничивалось 50 рыцарями. Орден не имел Великого магистра, но имел канцлера и двух судей, светского и духовного. Для принятия в орден новых членов необходимо было согласие всех действующих членов братства.
Орден играл большую роль в царствование Карла Роберта и его сына Людовика I, но при их преемниках Марии и Сигизмунде пришёл в упадок и фактически угас, хотя де-юре никогда не упразднялся.
В конце XX века возникла частная ассоциация (псевдо-орден), претендующая на название и преемственность от ордена Святого Георгия.

## Символы ордена
Символом ордена служил щит красного цвета с белым шестиконечным (патриаршим) крестом; во главе щита расположены литеры I.V.I.S.H.F.S, означающие девиз ордена на латыни: «IN VERITAE IUSTUS SUM HUIC FRATERNALI SOCIETATI».
На орденской печати изображён Святой Георгий, поражающий копьём змея.
Орденским одеянием для членов братства служил чёрный плащ до колен и чёрная шапочка.

## Члены ордена
- Карл Роберт (венг. Károly Róbert) — король Венгрии, сын Карла Мартелла Анжуйского
- Томаш Сечени (венг. Szécsenyi Tamás) — палатин Венгерского королевства, воевода Трансильвании